# Barrage Mohammed V
Barrage Mohammed V är en dammbyggnad i Marocko.   Den ligger i regionen Oriental, i den nordöstra delen av landet, 400 km öster om huvudstaden Rabat. Barrage Mohammed V ligger 206 meter över havet.
Terrängen runt Barrage Mohammed V är kuperad norrut, men söderut är den platt. Barrage Mohammed V ligger nere i en dal. Runt Barrage Mohammed V är det ganska glesbefolkat, med 29 invånare per kvadratkilometer. Närmaste större samhälle är Melqa el Ouidane, 13,9 km sydväst om Barrage Mohammed V. Trakten runt Barrage Mohammed V består till största delen av jordbruksmark.